# Josef Chmelíček
Josef Chmelíček (22. března 1823 Náměšť nad Oslavou – 15. března 1891 Brno) byl český kněz, teolog, hudební skladatel, pedagog a spisovatel.

## Život
V mládí zpíval v kapele hraběte Haugvice. S hraběcí rodinou Dietrichsteinů, která vlastnila zámek v Boskovicích hodně cestoval po světě a naučil se hlavní evropské jazyky. Mluvil německy, anglicky, francouzsky, španělsky i italsky. Své poznatky z cest literárně zpracoval.
Studoval na gymnáziu v Hornu v Dolních Rakousích a vyšší stupeň pak v Brně. V Brně pak pokračoval studiem bohosloví. V roce 1847 byl vysvěcen na kněze. Na univerzitě ve Štýrském Hradci získal doktorát z filozofie.
V letech 1866–1868 byl kaplanem ve Křtinách, později v Doubravici a na zámku v Boskovicích. Poté, co zámek převzal rod Mensdorff-Pouilly, stal se i učitelem náboženství v rodině hraběte. Roku 1866 byl také jmenován profesorem hudby na teologickém ústavu brněnské diecéze. Byl členem výboru Jednoty na zvelebení církevní hudby na Moravě, členem výboru Dědictví sv. Cyrila a Methodia, Vídeňského spolku pro zvelebení a rozšíření přesné hudby kostelné a Císařské královské moravské slezské společnosti pro zvelebení hospodářství a rozmnožení znalosti přírody a vlasti. Jako biskupský rada působil také v Peggau ve Štýrsku.
Jednota pro zvelebení církevní hudby na Moravě zřídila, a do roku 1918 i vedla, Varhanickou školu v Brně, jejímž ředitelem byl Leoš Janáček. Janáček chtěl dokonce získat prof. Chmelíčka jako učitele dějin hudby. K tomu však nikdy nedošlo. Nicméně Chmelíček až do roku 1889 vykonával funkci inspektora Varhanické školy, účastnil se jejích veřejných koncertů a závěrečných zkoušek. Ve sbírce 1500 fug, kterou sestavil, byly nalezeny tři ztracené klavírní fugy, jejichž autorem je právě Leoš Janáček.
Byl i zručný praktický hudebník. Hrál na řadu hudebních nástrojů, zejména měl v oblibě varhany. Měl neuvěřitelnou hudební paměť. Během své cesty po Svaté zemi odposlouchal a do not zaznamenal řadu několikajazyčných obřadních zpěvů, provázejících bohoslužby a procesí různých vyznání.
Svou bohatou knihovnu věnoval knihovně biskupského alumnátu v Brně (celkem 389 spisů o 620 svazcích).
Hudbě se věnoval i jeho bratr Jan Chmelíček (1825–1891), hudební skladatel, teolog a pedagog.

## Dílo

### Chrámová hudba
Jako skladatel se věnoval téměř výhradně chrámové hudbě. Zkomponoval více než 30 mší, četná ofertoria a další drobnější chrámové skladby. V oblibě měl zejména přesný kontrapunkt a jako formu fugu. Sám zkomponoval na 600 fug a sestavil sbírku fug různých autorů Liber fugarum, která v 17 svazcích obsahuje opisy více než 1500 skladeb. Ve své závěti tuto sbírku odkázal cisterciácké klášterní knihovně v Reinu.
Komponoval rovněž kantáty na církevní motivy, např. Vánoce a je autorem monumentální světské kantáty Čtvero ročních období.
Svými písněmi přispěl do kancionálu Cesta k věčné spáse.

### Literární dílo
- Cesta do Francouz a Špaňhel, 3 díly, Brno, 1869–1873
- Cesta do swaté země, již vykonal a sepsal Josef Chmelíček, 2 díly, Brno 1865